# Slamball
Slamball es un derivado del baloncesto jugado con cuatro trampolines o camas elásticas frente a cada red. Es un deporte de contacto en el que el campo de juego está rodeado por paneles al estilo de los campos de hockey sobre hielo.
Inicialmente fueron retransmitidos por el canal Spike TV en las temporadas de 2002 y 2003. Más tarde sus partidos han sido retransmitidos por CSTV (2007) y CBS (2008), e incluso por el canal de dibujos animados Cartoon Network.
En España ha sido retransmitido por Cuatro.

## Reglas del juego
Son partidos de cuatro contra cuatro. Los equipos se componen de: Un Handler, que se encarga de subir el balón y distribuir el juego, dos Gunners, que son los encargados de hacer que el balón entre y un Stopper, que defiende dentro del área de tres, situado en la cama elástica debajo del aro. Puede encestar cualquiera de los integrantes del equipo.
Se juegan dos mitades de diez minutos cada una, repartido en cuatro cuartos de cinco minutos. El aro se encuentra a 3,05 metros de altura. La cancha es de 28 metros de largo por 16 de ancho limitado por paredes, lo cual influye en la rapidez del juego, ya que no hay fueras. Para realizar las jugadas es obligatorio botar el balón, pero solo fuera de las áreas de tres. Dentro de las áreas el movimiento es totalmente libre con dos excepciones que conllevan a un cambio de posesión: Cuando dos jugadores ofensivos rebotan a la vez en la misma cama y cuando un jugador ofensivo en posición del balón rebota dos veces en la misma cama sin soltar el balón.
Las puntuaciones se suman en tiros de dos y tiros de tres. Los tiros de dos son los tiros desde dentro del área sin que el jugador tenga contacto con el aro. Los tiros de tres son los tiros desde fuera del área, y los mates. Este sistema de puntuación hace que los equipos busquen continuamente puntuar mediante mates, haciendo del juego un espectáculo sin precedentes.
Las protecciones que llevan los jugadores suelen ser: guantes (opcionales), rodilleras, coderas y bucal para la boca. Algunos incluso llevan armadura.

Se puede embestir a los jugadores, como en el fútbol americano, siempre y cuando no se agarre al adversario y no se realice la maniobra de embestida en mitad de un salto hacia las camas elásticas. Un agarre o una embestida en mitad del salto, se denomina maniobra ilegal. Una vez que los jugadores están en la zona de las camas elásticas, sólo se les puede parar intentando hacerles un tapón. En caso de maniobra ilegal, o de contacto dentro del área, se pita penalti. Un jugador puede cometer hasta tres faltas antes de ser expulsado. El penalti consiste en una entrada realizada por el jugador que ha recibido la falta y que intentara interceptar un jugador del equipo adversario realizando un solo salto. A partir de la quinta falta de equipo, se cambia la entrada por una jugada que se inicia desde el centro de la cancha y con los jugadores situados dentro del área contraria.